# 榊喜洋芽
榊 喜洋芽（さかき きよめ、1852年8月26日（嘉永5年7月12日） - 1912年（明治45年）6月21日）は、明治時代の政治家、弁護士。衆議院議員（3期）。

## 経歴
陸奥黒石藩領津軽郡黒石村（青森県南津軽郡中郷村、黒石町を経て現黒石市）出身。黒石藩士榊波衛の長男。のち弘前市下白銀町に移り住む。
1872年（明治5年）東奥義塾の設立に関与し教師を経て寮監となったが父の勧めで上京し明治法律学校に入学し法律を学んだ。卒業後、代言人となり青森と弘前に事務所を開いた。一方で政治活動にも奔走し、1882年（明治15年）から青森県会議員を3期、1889年（明治22年）から弘前市会議員を務め、県議、市議ともに議長を務めた。1890年（明治23年）7月の第1回衆議院議員総選挙では青森県第2区から出馬し当選。立憲革新党に所属し第3回総選挙まで3期連続当選を果たした。
1897年（明治30年）再び県議となり、1903年（明治36年）まで3期在任。その後、1912年（明治45年）5月の第11回衆議院議員総選挙に政友会支部長として出馬するも落選した。同年、仙台へ出張中に心臓麻痺で急逝し、政友会支部により党葬が執り行われた。青森県政における功労者で、のち「私設知事」と呼ばれた竹内清明は榊が育てたといわれる。また、1888年（明治21年）創刊の東奥日報の経営にも参画した。